# Nevels en gaswolken

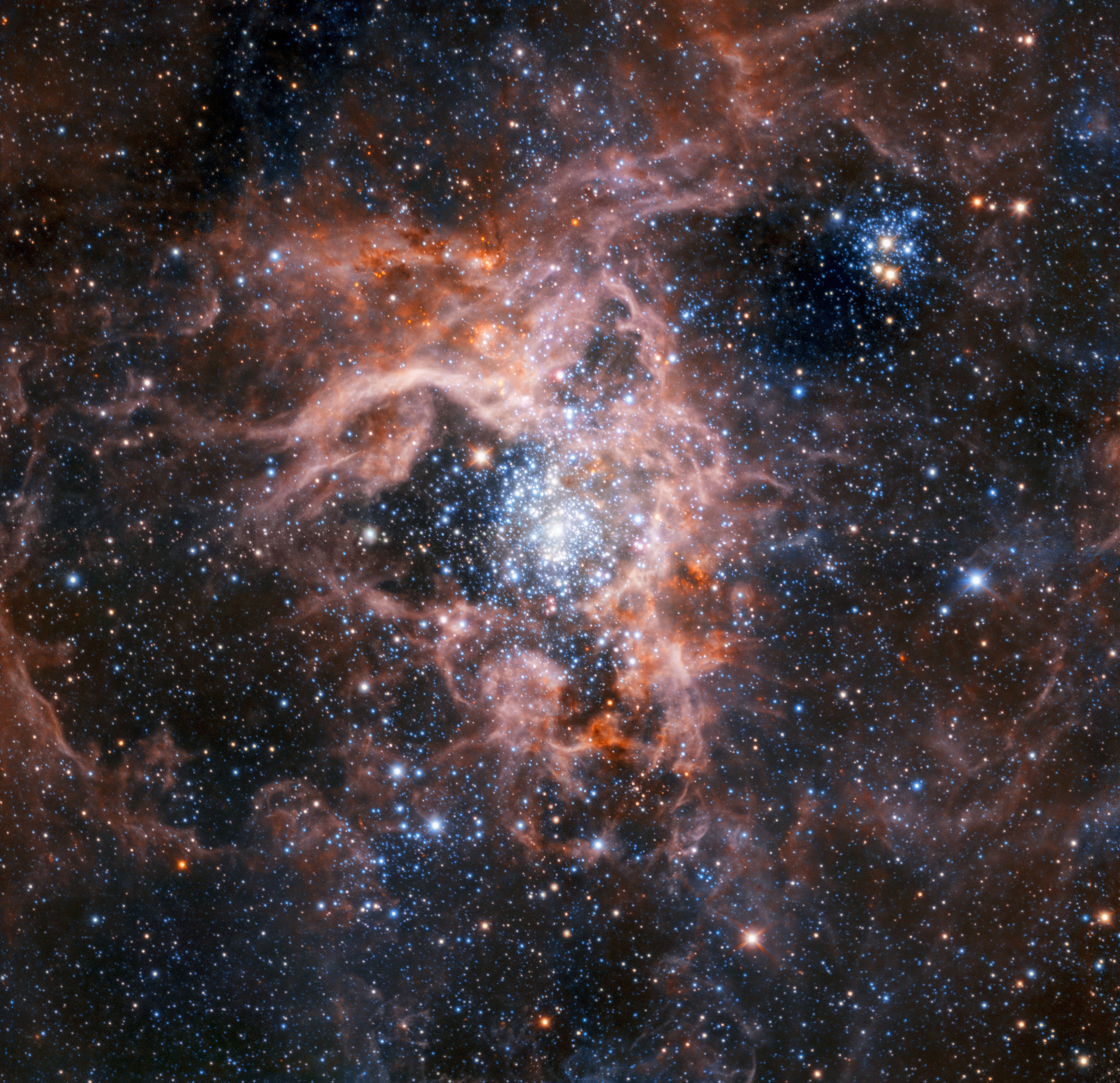
De Tarantulanevel, een reusachtig H-II-gebied in de Grote Magelhaense Wolk.

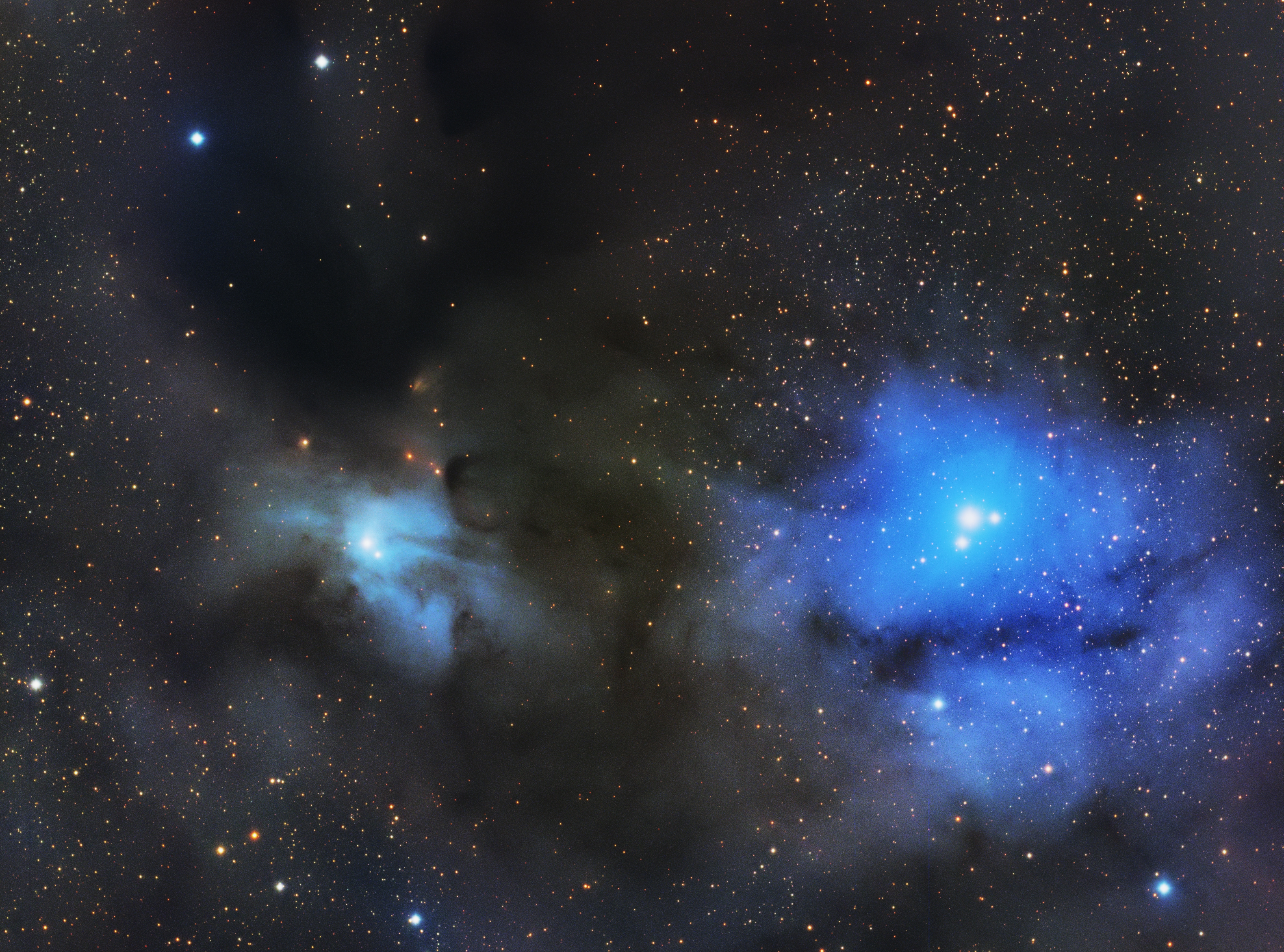
De reflectienevels VdB 105 en 106 met daarnaast een absorptienevel

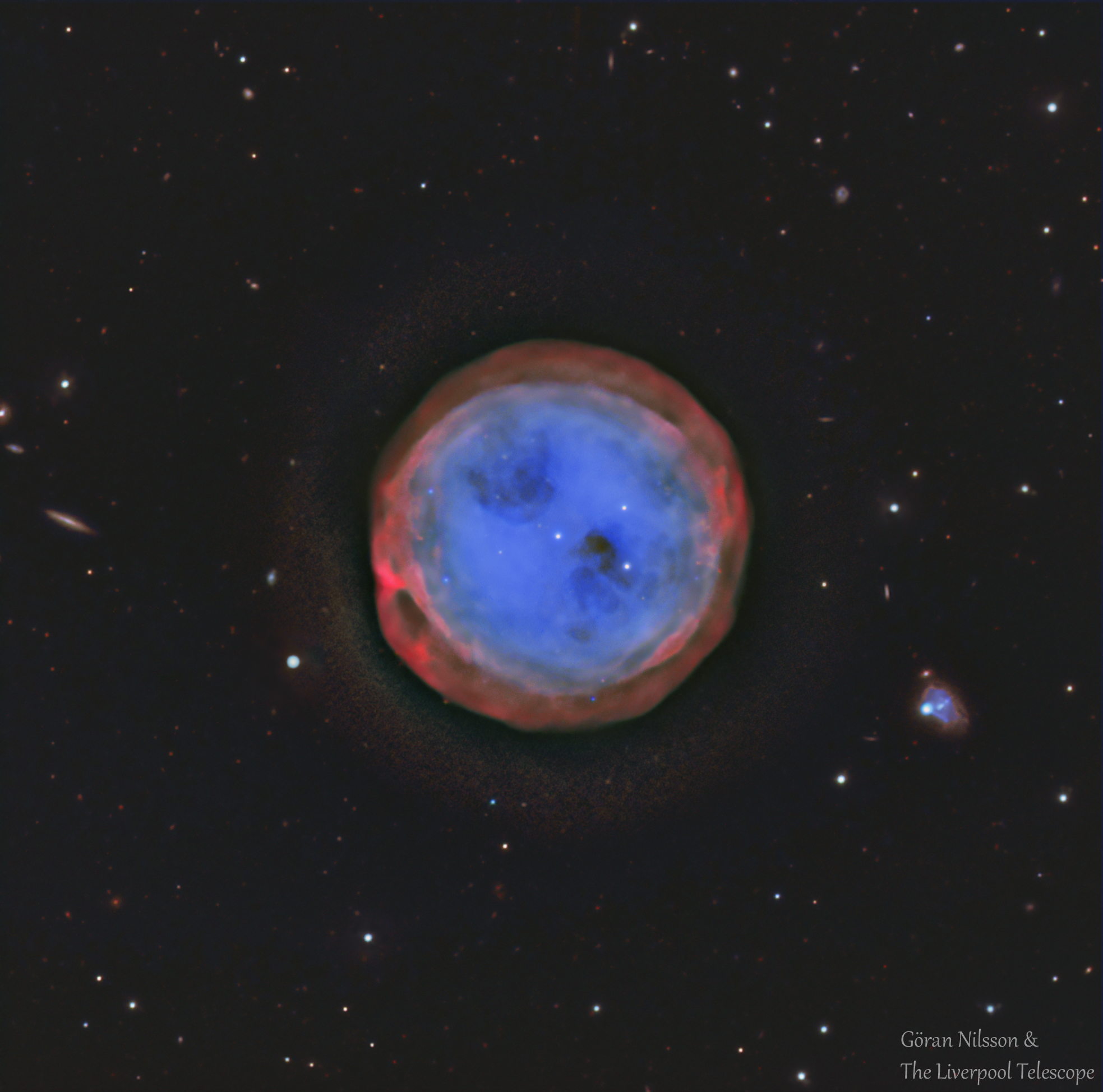
De planetaire nevel Messier 97

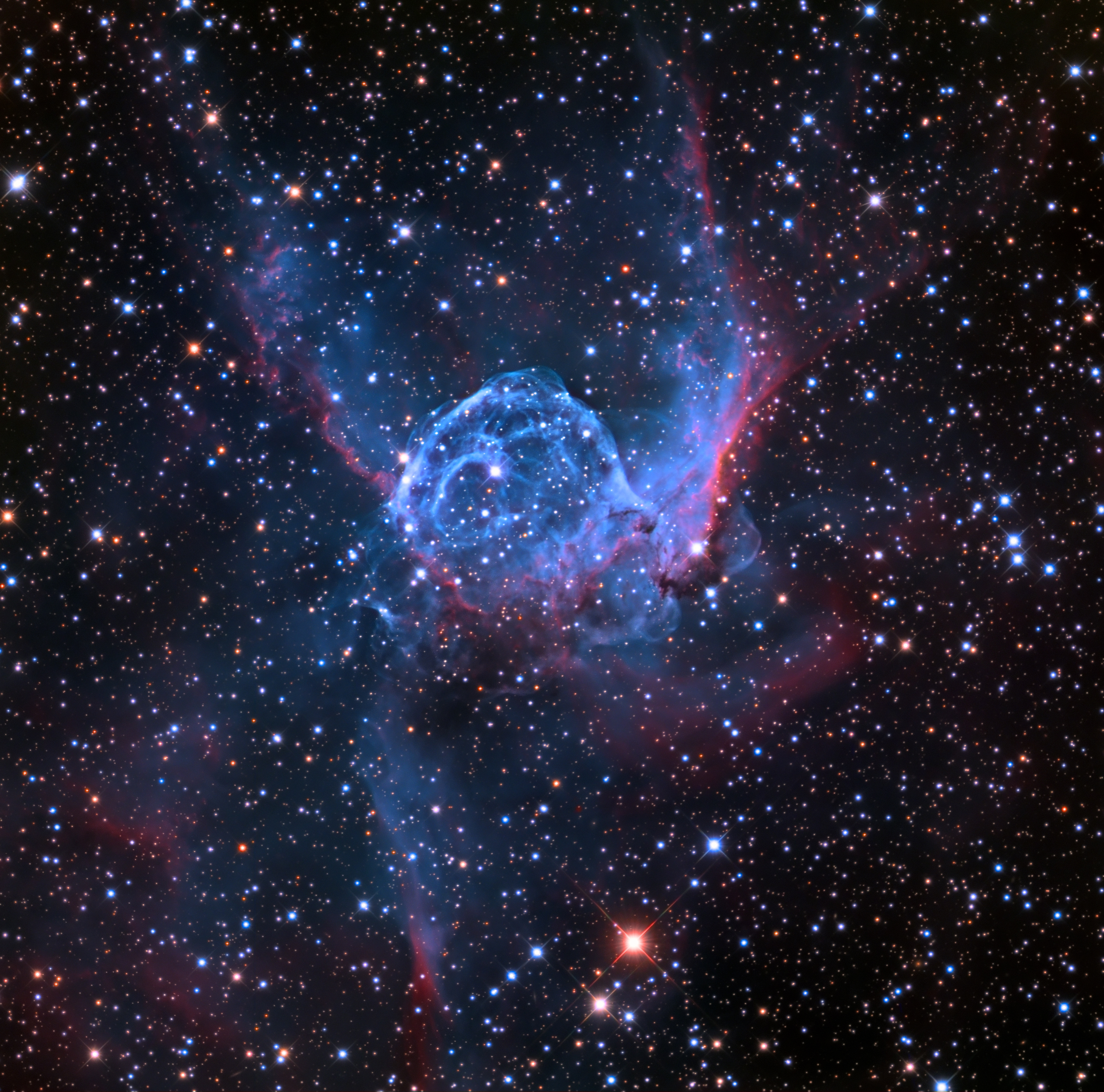
De Wolf-Rayetnevel NGC 2359

Nevels en gaswolken is een term uit de astronomie. De striktere, hedendaagse term is interstellaire gas- en stofwolken. Deze worden beschouwd als de geboorteplaats van sterren, of het zijn wolken die door sterren worden uitgestoten in hun laatste levensfase. Oorspronkelijk was het Latijnse woord nebula (meervoud nebulae), wat 'nevel' of 'mist' betekent, een soort verzamelnaam voor allerlei hemellichamen die in tegenstelling tot sterren niet-puntvormig waren. 
Grote, heldere nevels zijn te zien met behulp van een middelgrote (100–150 mm objectiefdiameter) amateurtelescoop. Voor minder heldere exemplaren is een grotere telescoop nodig.
Gaswolken zijn niet altijd zichtbaar als nevels bij optische golflengten. Een voorbeeld zijn hogesnelheidswolken, die alleen gedetecteerd worden in de 21cm-lijn.

## Typen
Onder de term nevel kunnen de verschillende typen van objecten laten vallen, zoals emissienevels, reflectienevels, donkere nevels of absorptienevels, planetaire nevels en Wolf-Rayetnevels. Emissienevels, reflectienevels en absorptienevels worden ook wel diffuse nevels genoemd - nevels van interstellaire materie of dunne en wijdverstrooide verzamelingen gas- of stofdeeltjes. 

### Emissienevels
Emissienevels zijn gaswolken met hoge temperatuur. Wanneer een heldere nevel in de buurt van een zeer hete ster staat, kan het voorkomen dat de gasatomen in de nevel geïoniseerd worden door de ultraviolette straling van de ster. De gaswolk gaat hierdoor zelf licht uitstralen en wordt dan een H-II-gebied genoemd. Deze zijn herkenbaar aan de warm rode kleur, evenmin met het oog waarneembaar.
Voorbeelden: de Lagunenevel (M8) en de Orionnevel (M42). De Orionnevel is op een heldere wolkeloze nacht zonder lichtvervuiling nog net met het blote oog te zien.  

### Reflectienevels
Reflectienevels zijn licht reflecterende stofwolken. Vaak de plaats van het ontstaan van jonge sterren, die echter niet zo massief zijn en te weinig ioniserende straling uitzenden om een H-II-gebied te laten ontstaan. Reflectienevels worden gekenmerkt door een blauwe uitstraling, overigens te gering om met het oog waar te nemen.
Voorbeeld: M78 in Orion.

### Donkere nevels
Donkere nevels (of absorptienevels) zijn stofwolken die het licht van andere bronnen blokkeren; verder vergelijkbaar met reflectienevels. Is een stelsel zodanig in de ruimte georiënteerd dat het vlak van de spiraalarmen naar ons toe is gericht, dan ziet men de donkere materie van dit vlak als een donkere band het hele stelsel doorsnijden. De kleinste absorptienevels worden globule genoemd.
Soms zijn ze zichtbaar tegen de achtergrond van een heldere nevel, zoals de grote Paardenkopnevel (IC 434). Ook de Kolenzaknevel, die zich in het Zuiderkruis bevindt, is een voorbeeld van een donkere nevel.
Absorptienevels bevatten behalve stof ook interstellaire moleculen zoals diwaterstof en worden daarom gedetecteerd als moleculaire wolken.

### Planetaire nevels
Planetaire nevels zijn gaswolken die ontstaan in de eindfase van het leven van niet al te massieve sterren, als ze de buitenste schillen afstoten. De centrale ster ioniseert de schil die daardoor zichtbaar wordt. 
Voorbeelden van planetaire nevels zijn de Halternevel (M27), de Helixnevel, de Ringnevel (M57) en de Kattenoognevel (NGC 6543).

### Wolf-Rayetnevels
Sommige massieve sterren (Wolf-Rayetsterren), die meestal ook eindigen in een supernova, genereren in een bepaalde fase van hun bestaan ook nevels door het afstoten van buitenste lagen.
Voorbeelden zijn de Helm van Thor (NGC 2359), de Sikkelnevel (NGC 6888) of NGC 3199.

## Nevels
Nevel is een verouderde benaming voor een aantal andere soorten niet-puntvormige hemellichamen. Deze stamt uit de tijd dat het oplossend vermogen van telescopen nog niet goed genoeg was om de natuur ervan te herkennen. 
De verouderde benaming is gebruikt voor de volgende objecten:
- Sterrenstelsels: samenstelsels van miljarden sterren, omstreeks 100 000 lichtjaar in diameter. Deze vormen onder de nevels de objecten met de grootste afmetingen.
- Bolvormige sterrenhoop: door zwaartekracht gebonden sterrengroepen van enkele duizenden sterren, die verspreid liggen binnen een melkweg.
- Open sterrenhoop: losse groepen van enkele tientallen tot honderden jonge sterren, ook wel galactische clusters geheten.

Nevels zijn opgenomen in de Messiercatalogus (1774), de New General Catalogue (1880-1890) en de Index Catalogue (1895 en 1910). Latere catalogi zijn meer specifiek.